# Fußballländerspiel Belgien – DDR 1990

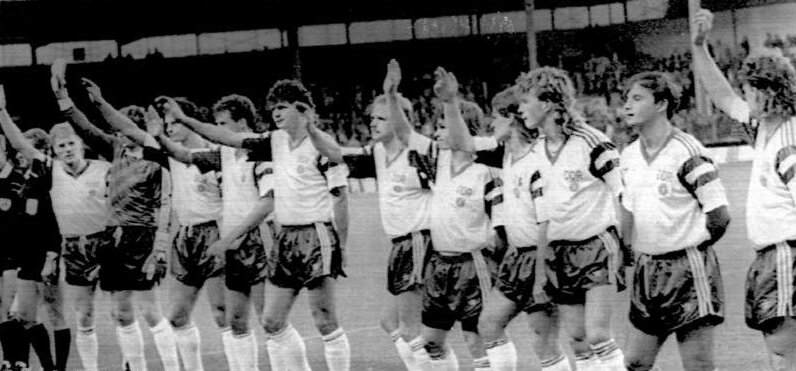
Die Auswahl der DDR beim letzten Spiel der Nationalmannschaft in Brüssel (1990)

Das Fußballländerspiel zwischen Belgien und der DDR 1990 wurde am 12. September 1990 als Freundschaftsspiel zwischen den Nationalmannschaften aus Belgien und der DDR im Anderlechter Constant-Vanden-Stock-Stadion ausgetragen. Es endete mit 0:2, wobei die Mannschaft der DDR zum letzten Mal ein Länderspiel bestritt. Beide Tore erzielte der Kapitän und spätere gesamtdeutsche Nationalspieler Matthias Sammer.

## Vorgeschichte
Die Begegnung war ursprünglich als Qualifikationsspiel zur Europameisterschaft 1992 vorgesehen, bei der die DDR gemeinsam mit der Bundesrepublik in Gruppe 5 gelost wurde und am 21. November 1990 gegen diese in der ersten von zwei Partien gespielt hätte. Da sich aber die Deutsche Wiedervereinigung schneller als erwartet vollzog, meldete der Deutsche Fußball-Verband (DFV) seine Mannschaft von der Qualifikation ab. Dieses erste, bereits terminierte „Gruppenspiel“ wurde dennoch als Freundschaftsspiel ausgetragen, um Schadensersatzforderungen des belgischen Fußballverbandes abzuwenden.
Trainer der DDR-Mannschaft war Eduard Geyer, der im Vorfeld viele Absagen erhielt, davon neun – darunter Andreas Thom, Rico Steinmann, Thomas Doll und Ulf Kirsten – bereits bis zum Sonntag vor dem Spiel, sodass seine Mannschaft lediglich aus 14 Spielern bestand. Galt das Team, wie einem zeitgenössischen Kommentar von DDR-Reporterlegende Wolfgang Hempel für die fuwo zu finden, aufgrund der vielen Absenzen als „Notbesetzung“, werden die nach Belgien angereisten Spieler im 30. Jahr der Wiedervereinigung als „wilde Kerle“ charakterisiert. Alle angereisten Akteure kamen bei der Begegnung zu einem Einsatz. Geyer hatte ursprünglich gehofft, mit mindestens 16 Spielern antreten zu können; Matthias Sammer (VfB Stuttgart) war der einzige Spieler, der zum Zeitpunkt des Spiels in der Bundesliga aktiv war. Fast alle anderen seiner Mitspieler sollten danach auch eine mal größere, mal kleinere Bundesliga-Karriere absolvieren. Einzig die Torhüter Jens Schmidt und Jens Adler sollten nur Spiele in der 2. Fußball-Bundesliga bestreiten. Für die gesamtdeutsche Auswahl bestritten später neben Sammer auch Dariusz Wosz und Heiko Scholz Spiele.

## Das Spiel
Bei den Nationalhymnen wurden alle drei Strophen der DDR-Hymne Auferstanden aus Ruinen gespielt. Zuvor war deren Text wegen der Worte „Deutschland einig Vaterland“ (1. Strophe) lange nicht mehr gesungen worden. 10.000 Zuschauer hatten sich für die Partie im Constant-Vanden-Stock-Stadion, in Anderlecht vor den Toren Brüssels gelegen, eingefunden.
Die DDR-Akteure konnten den Favoriten bedrängen und den Spielverlauf der vom niederländischen Referee John Blankenstein geleiteten Partie bestimmen. Als 273. letzter DDR-Auswahlspieler ging Jens Adler (Hallescher FC Chemie) in die Geschichte ein, als dieser als Ersatztorhüter in der 90. Minute für Jens Schmidt (Chemnitzer FC) eingewechselt wurde.
| Belgien                                                          | Belgien | DDR | DDR |
| ---------------------------------------------------------------- | --- | --- | --- |
| Belgien                                                          | \| Freundschaftsspiel \| \| 12. September 1990 in Anderlecht (Constant-Vanden-Stock-Stadion) \| \| Ergebnis: 0:2 (0:0) \| \| Zuschauer: 10.000 \| \| Schiedsrichter: John Blankenstein ( Niederlande) \| \| Spielbericht \|                                                                     | \| Freundschaftsspiel \| \| 12. September 1990 in Anderlecht (Constant-Vanden-Stock-Stadion) \| \| Ergebnis: 0:2 (0:0) \| \| Zuschauer: 10.000 \| \| Schiedsrichter: John Blankenstein ( Niederlande) \| \| Spielbericht \|                               | DDR |
| Belgien                                                          | Michel Preud’homme – Bruno Versavel (68. Danny Boffin), Pascal Plovie, Michel De Wolf, Nico Broeckaert – Franky Van der Elst, Lorenzo Staelens, Enzo Scifo (46. Philippe Albert), Stéphane Demol (46. Marc Wilmots) – Jan Ceulemans (46. Marc Degryse), Erwin Vandenbergh Cheftrainer: Guy Thys | Jens Schmidt (90. Jens Adler) – Heiko Peschke, Detlef Schößler, Jörg Schwanke, Andreas Wagenhaus – Heiko Bonan, Matthias Sammer – Jörg Stübner (26. Stefan Böger), Dariusz Wosz – Uwe Rösler, Heiko Scholz (85. Torsten Kracht) Cheftrainer: Eduard Geyer | DDR |
| Belgien                                                          | 0:1 Sammer (74.) 0:2 Sammer (89.) | | DDR |
| Freundschaftsspiel                                               | | |     |
| 12. September 1990 in Anderlecht (Constant-Vanden-Stock-Stadion) | | |     |
| Ergebnis: 0:2 (0:0)                                              | | |     |
| Zuschauer: 10.000                                                | | |     |
| Schiedsrichter: John Blankenstein ( Niederlande)                 | | |     |
| Spielbericht                                                     | | |     |

## Weiterer Verlauf

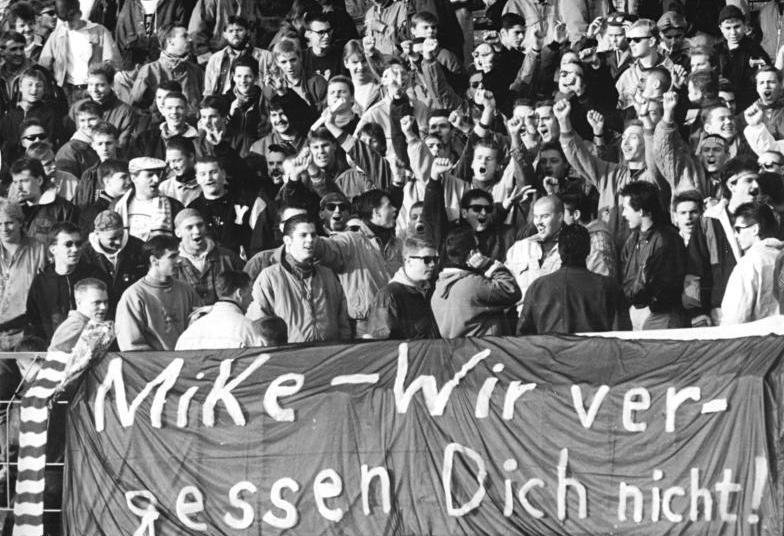
Am 10. November 1990 gedachten Fans beim Spiel des FC Berlin gegen den HFC Chemie des getöteten Mike Polley

Das für den 21. November 1990 als sogenanntes „Vereinigungsspiel“ im Leipziger Zentralstadion geplante Freundschaftsspiel der Nationalmannschaften der DDR und der Bundesrepublik wurde wegen befürchteter Zuschauerausschreitungen am 13. November abgesagt. Eine Bedrohungslage war infolge des Todes des 18 Jahre alten BFC-Fan Mike Polley entstanden, der unter ungeklärten Umständen von einem Polizisten am 3. November erschossen wurde. Somit blieb die Begegnung mit Belgien das abschließende Länderspiel und es kam nach dem WM-Vorrundenspiel 1974 zu keinem weiteren deutsch-deutschen-Duell mehr.
Am 20. November 1990 löste sich der DFV auf und der Nordostdeutsche Fußballregionalverband (NOFV) wurde gegründet, der dem Deutschen Fußball-Bund (DFB) beitrat. Im Neckarstadion in  Stuttgart fand am 19. Dezember das erste Länderspiel mit Spielern statt, die zuvor für den DFV angetreten waren (Matthias Sammer und Andreas Thom). Die Begegnung endete mit einem 4:0-Sieg gegen die Schweiz.

## Historische Einordnung
Es handelte sich um das 293. und letzte Länderspiel der DDR, die drei Wochen später Teil der Bundesrepublik Deutschland wurde. Matthias Sammer, der Kapitän der DDR-Mannschaft, erzielte die beiden letzten Tore für die DDR. Dabei handelte es sich um das 500. und das 501. Tor der Nationalmannschaft. Sammer spielte am 1. Mai 1991 mit der gesamtdeutschen Mannschaft in der EM-Qualifikation erneut gegen Belgien (Endstand 1:0, Tor durch Lothar Matthäus).